# Saint-Clair (Vienne)
Pour les articles homonymes, voir Saint-Clair.
Saint-Clair est une commune du Centre-Ouest de la France, située dans le département de la Vienne (région Nouvelle-Aquitaine).

## Géographie

### Climat
Pour des articles plus généraux, voir Climat de la Nouvelle-Aquitaine et Climat de la Vienne.
Historiquement, la commune est exposée à un climat océanique du nord-ouest.  
En 2020, Météo-France publie une typologie des climats de la France métropolitaine dans laquelle la commune est exposée à un climat océanique altéré et est dans une zone de transition entre les régions climatiques « Moyenne vallée de la Loire » et « Poitou-Charentes »0.
Pour la période 1971-2000, la température annuelle moyenne est de 11,9 °C, avec une amplitude thermique annuelle de 14,7 °C. Le cumul annuel moyen de précipitations est de 628 mm, avec 10,5 jours de précipitations en janvier et 6,4 jours en juillet. Pour la période 1991-2020, la température moyenne annuelle observée sur la station météorologique la plus proche, située sur la commune de Martaizé à 3,98 km à vol d'oiseau, est de 0,0 °C et le cumul annuel moyen de précipitations est de 0,0 mm,. Pour l'avenir, les paramètres climatiques de la commune estimés pour 2050 selon différents scénarios d’émission de gaz à effet de serre sont consultables sur un site dédié publié par Météo-France en novembre 2022.

### Communes limitrophes
|            | Martaizé    | Aulnay               |
| Moncontour | Saint-Clair | La Chaussée          |
|            |             | Saint-Jean-de-Sauves |

## Urbanisme

### Typologie
Au 1er janvier 2024, Saint-Clair est catégorisée commune rurale à habitat dispersé, selon la nouvelle grille communale de densité à sept niveaux définie par l'Insee en 2022.
Elle est située hors unité urbaine et hors attraction des villes,.

### Occupation des sols
L'occupation des sols de la commune, telle qu'elle ressort de la base de données européenne d’occupation biophysique des sols Corine Land Cover (CLC), est marquée par l'importance des territoires agricoles (96,3 % en 2018), une proportion identique à celle de 1990 (96,3 %). La répartition détaillée en 2018 est la suivante : 
terres arables (86,2 %), zones agricoles hétérogènes (10,1 %), zones urbanisées (3,7 %). L'évolution de l’occupation des sols de la commune et de ses infrastructures peut être observée sur les différentes représentations cartographiques du territoire : la carte de Cassini (XVIIIe siècle), la carte d'état-major (1820-1866) et les cartes ou photos aériennes de l'IGN pour la période actuelle (1950 à aujourd'hui).

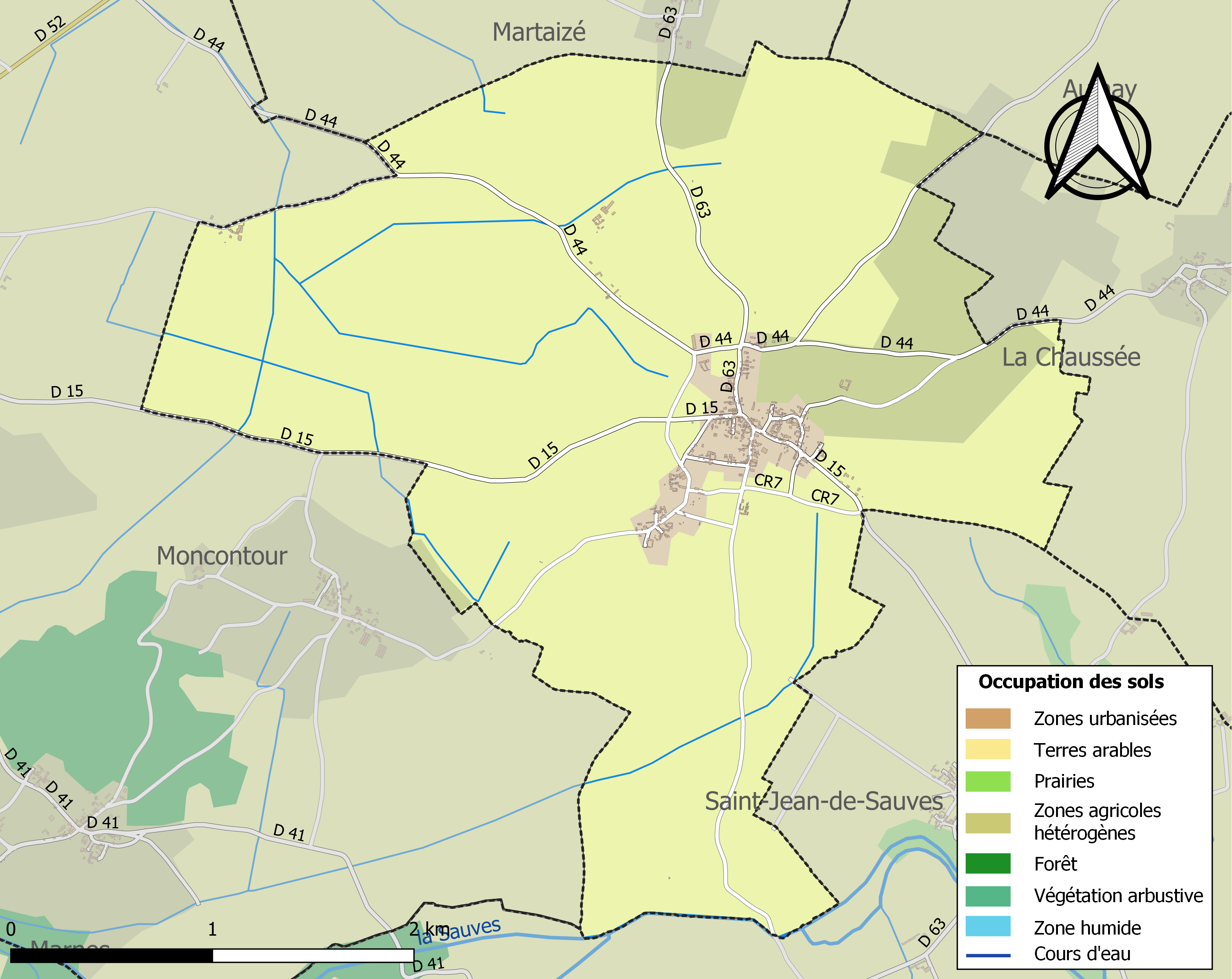
Carte des infrastructures et de l'occupation des sols de la commune en 2018 (CLC).

### Risques majeurs
Le territoire de la commune de Saint-Clair est vulnérable à différents aléas naturels : météorologiques (tempête, orage, neige, grand froid, canicule ou sécheresse), mouvements de terrains et séisme (sismicité modérée). Il est également exposé à un risque technologique,  le transport de matières dangereuses. Un site publié par le BRGM permet d'évaluer simplement et rapidement les risques d'un bien localisé soit par son adresse soit par le numéro de sa parcelle.

#### Risques naturels

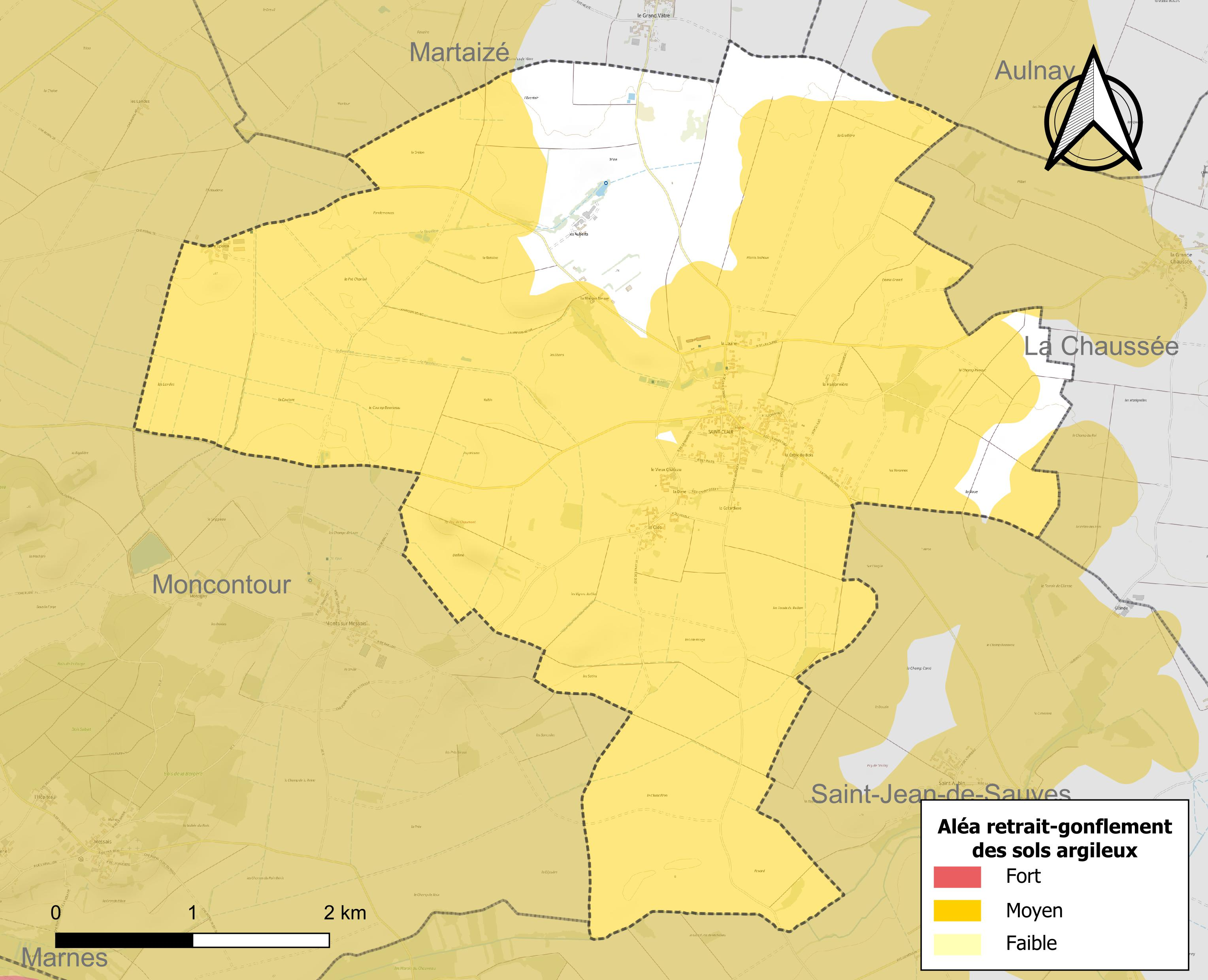
Carte des zones d'aléa retrait-gonflement des sols argileux de Saint-Clair.

Les mouvements de terrains susceptibles de se produire sur la commune sont des tassements différentiels. Le retrait-gonflement des sols argileux est susceptible d'engendrer des dommages importants aux bâtiments en cas d’alternance de périodes de sécheresse et de pluie. 86,5 % de la superficie communale est en aléa moyen ou fort (79,5 % au niveau départemental et 48,5 % au niveau national). Depuis le 1er octobre 2020, en application de la loi ÉLAN, différentes contraintes s'imposent aux vendeurs, maîtres d'ouvrages ou constructeurs de biens situés dans une zone classée en aléa moyen ou fort,.
La commune a été reconnue en état de catastrophe naturelle au titre des dommages causés par les inondations et coulées de boue survenues en 1982, 1999 et 2010 et par des mouvements de terrain en 1999 et 2010.

## Histoire
Saint-Clair accueille favorablement les avancées de la Révolution française. Elle plante ainsi son arbre de la liberté, symbole de la Révolution, dont le souvenir s’est maintenu jusqu’à la fin du XXe siècle au moins. Il devient le lieu de ralliement de toutes les fêtes et des principaux événements révolutionnaires.
Durant la Seconde Guerre mondiale, le maire de Saint-Clair, Georges Fouret, cultivateur, membre du Parti communiste, est un résistant. Il abrite et fait passer en zone libre les communistes recherchés par les Allemands. Il est arrêté le 23 juin 1941. Il fait partie des otages (communistes et juifs) déportés à Auschwitz par le convoi des 45 000 parti de Compiègne le 6 juillet 1942. Entre 1941 et 1943, 18 habitants de Saint-Clair sont arrêtés, 2 exécutés, 7 déportés et 9 internés.

## Politique et administration

### Liste des maires
| Période    | Période   | Identité         | Étiquette | Qualité                                |
| ---------- | --------- | ---------------- | --------- | -------------------------------------- |
| avant 1995 | ?         | René Gault       | DVD       |                                        |
| mars 2001  | mars 2008 | Didier Rambeau   | DVD       | Président de la communauté de communes |
| Mars 2008  | Mai 2020  | Nicole Berger    |           |                                        |
| Mai 2020   | En cours  | Dominique Brunet |           |                                        |

### Instances judiciaires et administratives
La commune relève du tribunal d'instance de Poitiers, du tribunal de grande instance de Poitiers, de la cour d'appel  de Poitiers, du tribunal pour enfants de Poitiers, du conseil de prud'hommes de Poitiers, du tribunal de commerce de Poitiers, du tribunal administratif de Poitiers et de la cour administrative d'appel de Bordeaux, du tribunal des pensions de Poitiers, du tribunal des affaires de la Sécurité sociale de la Vienne, de la cour d’assises de la Vienne.

## Démographie
L'évolution du nombre d'habitants est connue à travers les recensements de la population effectués dans la commune depuis 1793. Pour les communes de moins de 10 000 habitants, une enquête de recensement portant sur toute la population est réalisée tous les cinq ans, les populations de référence des années intermédiaires étant quant à elles estimées par interpolation ou extrapolation. Pour la commune, le premier recensement exhaustif entrant dans le cadre du nouveau dispositif a été réalisé en 2007.

En 2022, la commune comptait 205 habitants, en évolution de +3,54 % par rapport à 2016 (Vienne : +0,6 %, France hors Mayotte : +2,11 %).
| 1793 | 1800 | 1806 | 1821 | 1831 | 1836 | 1841 | 1846 | 1851 |
| ---- | ---- | ---- | ---- | ---- | ---- | ---- | ---- | ---- |
| 434  | 453  | 475  | 474  | 593  | 602  | 572  | 582  | 551  |

| 1856 | 1861 | 1866 | 1872 | 1876 | 1881 | 1886 | 1891 | 1896 |
| ---- | ---- | ---- | ---- | ---- | ---- | ---- | ---- | ---- |
| 607  | 598  | 580  | 529  | 509  | 524  | 550  | 530  | 528  |

| 1901 | 1906 | 1911 | 1921 | 1926 | 1931 | 1936 | 1946 | 1954 |
| ---- | ---- | ---- | ---- | ---- | ---- | ---- | ---- | ---- |
| 490  | 485  | 485  | 437  | 421  | 388  | 374  | 359  | 365  |

| 1962 | 1968 | 1975 | 1982 | 1990 | 1999 | 2006 | 2007 | 2012 |
| ---- | ---- | ---- | ---- | ---- | ---- | ---- | ---- | ---- |
| 339  | 298  | 268  | 238  | 208  | 188  | 200  | 202  | 201  |

| 2017 | 2022 | - | - | - | - | - | - | - |
| ---- | ---- | - | - | - | - | - | - | - |
| 196  | 205  | - | - | - | - | - | - | - |

En 2008, la densité de population de la commune était de 19 hab./km2, contre 61 hab./km2 pour le département, 68 hab./km2 pour la région Poitou-Charentes et 115 hab./km2 pour la France.

## Économie
Selon la direction régionale de l'Alimentation, de l'Agriculture et de la Forêt de Poitou-Charentes, il n'y a plus que sept exploitations agricoles en 2010 contre dix en 2000.
Les surfaces agricoles utilisées ont légèrement diminué et sont passées de 855 hectares en 2000 à 846 hectares en 2010. Ces chiffres indiquent une concentration des terres sur un nombre plus faible d’exploitations. Cette tendance est conforme à l’évolution  constatée sur tout le département de la Vienne puisque de 2000 à 2007, chaque exploitation a gagné en moyenne 20 hectares.
52 % des surfaces agricoles sont destinées à la culture des céréales (blé tendre essentiellement mais aussi orges et maïs), 24 % pour les oléagineux (colza et tournesol) et 11 % pour le fourrage.
Les élevages de bovins : vaches à viandes et vaches laitières.

## Culture locale et patrimoine

### Lieux et monuments
- Les plaines du Mirebalais et du Neuvillois qui couvrent 100 %  du territoire communal sont classées comme zones naturelles d'intérêt écologique, faunistique et floristique (ZNIEFF)[27].
- Église Saint-Clair de Saint-Clair.

### Articles de Wikipédia
- Liste des communes de la Vienne
- Anciennes communes de la Vienne

## Sources